# 张叶学文
张叶学文（英語：Marguerite Shue-wen Chang, 1923年6月21日—2012年5月5日）是一位美国华人化学家。

## 生平

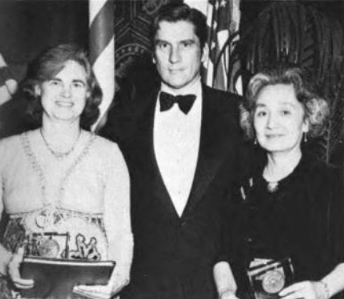
1973年出席美国海军研究实验室年度会议

1923年出生于江苏省南京市，获得武汉大学学士学位，1946年赴美留学，获得杜兰大学硕士和博士学位。1959年在美国海军军械实验室担任研究员，负责导弹与火箭的装药研究。
2012年5月5日在美国加利福尼亚州帕羅奧圖逝世，享年88岁。

## 家庭
丈夫是George K. Chang，两人1946年共同赴美留学。